# Izi Dorot
Izi Dorot, născut ca Isidore Roth, (n. 8 iulie 1916, Stanislau, Austro-Ungaria – d. aprilie 1980) a fost un militar israelian, director al Șin Bet între 1952 și 1953. 

## Biografie
Izi Dorot s-a născut în Polonia în 1916. În 1936 a emigrat în Palestina și a făcut parte din Jewish Settlement Police. În timpul celui de-al doilea război mondial s-a înrolat ca voluntar în Armata Britanică. După ce a părăsit armata, a fost recrutat de Serviciul de informații Hagana. După războiul arabo-israelian din 1948 și fondarea Statului Israel, Dorot a fost transferat la Serviciul de Securitate Generală (Șin Bet). După un an ca director al Șin Bet, în octombrie 1953, Dorot l-a urmat pe Isser Harel la Mossad, unde a îndeplinit funcția de director adjunct. După plecarea lui Izi Dorot, Amos Manor a fost numit director al Șin Bet. Izi Dorot a fost director adjunct al Mossad până în 1963.

## Deces
Izi Dorot a murit în 1980, la vârsta de 64 de ani.